# 손분 (손권 아들)
손분(孫奮, 235년 이전 ~ 270년)은 중국 삼국시대의 오(吳)나라의 태조 손권(孫權)의 다섯째 아들이다. 자는 자양(子揚).
252년에 손권에 의해 제왕(齊王)에 봉해졌으며, 무창(武昌)에 주둔했다. 손권이 붕어하고, 정권을 잡은 제갈각(諸葛恪)이 번왕들을 군사 요충지에서 내부로 옮기려는 정책을 펼쳤고, 손분은 예장(豫章)으로 옮기도록 명령받았다. 그러나 손분이 이를 허락치 않고 그릇된 행동을 하였으나, 제갈각의 협박조의 서신으로 인해 남창(南昌)으로 옮겼다. 그러나 그의 도를 넘는 행동은 지속되어, 제갈각이 관원을 보내 조사토록 하였으나 손분은 이들을 죽였다. 이때문에 손분은 서인으로 강등되고 장안(章安)으로 추방되었고, 이후 장안후(章安侯)에 봉해졌다.
270년, 황제 손호(孫皓)의 부인이 죽어 슬퍼하여 밖에 나오질 않아 백성들이 그를 죽은 줄로만 알고, 손분이 새로이 황제에 즉위해야 한다는 민간의 풍문이 떠돌았다. 이때문에 예장태수 장준(張俊)은 자신의 임지에 있는 손분의 모친 묘를 정비하였고, 이가 발각되어 손분과 손분의 일족, 장준은 멸족되었다.

## 같이 보기
- 삼국지 인물 목록